# Prostitution i Frankrike
I Frankrike påbjöd Karl den store på 800-talet att prostituerade skulle bli piskade och få håret rakat och, vid upprepat brott, säljas som slavar. Under medeltiden var de prostituerade en fråga för lokala länsherrar och städers lokala styrelser att hantera, och ofta begränsades de till att de prostituerade fick hålla sig till vissa kvarter och följa vissa regler men annars i praktiken tolererades. Lokala styresmän kunde tillämpa lagarna olika strikt.  
Kung Ludvig IX av Frankrike gjorde år 1254 ett misslyckat försök att förbjuda prostitution. Han tvingades uppge försöket, och istället infördes en princip om att bordeller och de prostituerades verksamhet skulle tolereras om de höll sig utanför stadsmurarna, en princip som sedan följdes till franska revolutionen. Prostitution var till namnet förbjudet men av praxis tolererat om de prostituerade höll sig till reglerna, och de prostituerade samarbetade ofta med polisen och agerade som deras spioner i den undre världen. 
Kejsar Napoleon I införde 1804 en lag som kom att bli förebilden för reglementerad prostitution i hela västvärlden. Prostitution avkriminaliserades om den utövades under kontrollerade former, så som på en av staten godkänd bordell (kallad "maisons de tolérance"), och de prostituerade (definierade som kvinnor som upprepade gånger blivit arresterade för prostitution) underkastades registrering och regelbundna tvångsundersökningar för sexuellt överförbara sjukdomar.   Den franska modellen fick efterföljare i flera länder. 
Parallellt uppkom under 1600-talet en minoritet av kurtisaner, en slags finare prostituerade som beskyddades av rika män och kunde hålla sig utanför det övriga prostitutionssystemets regler och sköta sina egna affärer. De tillhörde den sällsynta minoritet prostituerade som kunde bli rika på sitt yrke. Den mest omtalade kurtisanepoken i Frankrike var det andra kejsardömet, då så kallade demimonder som Cora Pearl och La Païva blev berömda. 
Den reglementerade prostitutionen avskaffades efter en kampanj av Marthe Richard 1946: det innebar att registreringen, bordellerna, tvångsundersökningarna och hallickverksamheten förbjöds, men prostitution som sådan var fortsatt laglig. Straffet för hallickverksamhet skärptes 1994. 
Prostitution är lagligt i Frankrike. Att köpa sexuella tjänster förbjöds 2016.